# 부크 코스티치
부크 코스티치(세르비아어: Вук Костић, Vuk Kostić, 1979년 11월 22일~)는 세르비아의 배우이다.

## 출연 작품

### 영화
- 우먼 위드 어 브로큰 노즈 (2010년)
- 러브 앤 아더 크라임 (2008년)
- 트랩 (2007년)
- 삶은 기적이다 (2004년)
- 빗나간 과녁 (2001년)